# Буковинка (пам'ятка природи, Надвірнянський район)
Букови́нка — ботанічна пам'ятка природи місцевого значення в Україні. Об'єкт природно-заповідного фонду Івано-Франківської області. 
Розташована на території Надвінянського району Івано-Франківської області, біля південно-східної околиці міста Надвірна. 
Площа 2 га. Статус присвоєно згідно з рішенням обвиконкому від 07.07.1972 року № 264. Перебуває у віданні ДП «Надвірнянський держлісгосп» (Надвірнянське л-во, кв. 14, вид. 32, 34). 

## Історія
З  радянською окупацією Надвірної в урочищі  починаються вбивства політичних в'язнів радянськими солдатами та євреїв нацистами.  У 26 липня 1941p. косарі в  Буковинці зачепили косою чобіт, що виставав із землі. Виявилося, що це була братська могила. 27 липня  було розкрито могили і знайдено в кожній з них по яких 20 трупів. Майже в кожного була посвідка-квітанція російською мовою про здачу в’язнем певної суми грошей в депозит тюрми НКВД Станіслава та номер в ’язня. Викопано 82 трупів та призначено масовий похорон на 3 серпня.
З  нацистською окупацією Надвірної у липні 1941 року починаються найтрагічніші сторінки історії  кагалу. В місто зігнали євреїв, котрі намагалися перейти кордон з Угорщиною, з навколишніх сіл та міста. 6 жовтня 1941 р. у перший день іудейського свята Сукот  з Станіслава до Надвірної прибула зондеркоманда гестапо на чолі із Крюгером, яка привезла із собою 1000 євреїв. Тоді ж нацисти зігнали на площу біля костелу Успіння Пресвятої Богородиці ще 2000 осіб.Усіх їх повантажили в автомашини та вивезли у ліс, де розстріляли в урочищі Буковинка. Розстрілом керував Варчмін  Ернст. Ймовірно, він був офіцером поліції, і мав у підпорядкуванні третю роту 133-го поліцейського батальйону  
У пам'ять про ті події було створено меріальний комплекс відкритий в 1967р, у 2011 році було проведено його реставрацію (ініціатор і меценат - Ф. Тайк). Займає 100х50 м. У центрі на східчастому постаменті встановлено п'ятиметровий бетонний обеліск, облицьований плиткою з річкового каменю і завершений червоною п'ятикутною зіркою. З фронтального боку і постамент вмурована біломармурова плита, на якій золотими літерами зроблено пам'ятний напис. Нижче розміщена таблиця на івриті. Обабіч обеліска розміщені братські могили розстріляних. Територія оточена бетонною огорожею, до пам'ятника веде доріжка, вимощена плитка з річкового каменю. 